# Kiss Me Once Tour
Kiss Me Once Tour  —en español: ‘Gira: Bésame una vez’—es la decimocuarta gira musical de la cantante australiana Kylie Minogue para promover su duodécimo álbum de estudio Kiss Me Once. Incluyó conciertos en Europa, Oceanía y Asia, siendo iniciada 24 de septiembre de 2014 en Liverpool y finalizada el 28 de marzo de 2015 en Dubái, realizando un total de 35 conciertos. En marzo de 2015 se lanzó el DVD Kiss Me Once: Live at The SSE Hydro, un concierto grabado íntegramente desde Glasgow.A finales de 2014, la gira se colocó en la posición 96 de la lista realizada por Pollstar, "Top 100 Worldwide Tours", generando $17 millones en 28 conciertos de Europa. En general, la gira recaudó aproximadamente $21 millones de dólares con 33 espectáculos.
Minogue visita con el Kiss Me Once Tour una pequeña gama de países, incluidos Reino Unido, España, Francia, Hungría, República Checa, Polonia, Letonia, Lituania y Australia , donde la cantante ya había sido presentada anteriormente, además de Emiratos Árabes Unidos, donde no había pasado con el Aphrodite World Tour.Con la gira, Minogue visitó por primera vez Eslovaquia y Mónaco. Además, todos los espectáculos en Alemania y Austria han sido canceladas, haciendo de este recorrido el más bajo desde el KylieFever2002.

## Antecedentes
Las primeras fechas para Europa fueron anunciadas el 17 de marzo de 2014. El día 29 de junio, durante su presentación en The Voice Australia, donde trabajo como una de los coach, anuncio las fechas de la segunda etapa del tour en Oceanía. 

## Repertorio
Act 1: Surrealist Girlie Revue
1. "Sleepwalker" (Video con elementos de Glow, Wait, Break This Heartbreak y Breathe)
2. "Les Sex"
3. "In My Arms"
4. "Timebomb"
5. "Sexy Love" (presentada solo en las siete primeras fechas)
6. "Wow"

Act 2: Bauhaus Disco
1. "Step Back In Time"
2. "Spinning Around"
3. "Your Disco Needs You"
4. "On a Night Like This"
5. "Slow"

"Chasing Ghosts" (Video Interludio)
Act 3: Dollshouse
1. "Enjoy Yourself" (Intro)
2. "Hand on Your Heart"
3. "Never Too Late"
4. "Got to Be Certain"
5. "I Should Be So Lucky"

Act 4: Fashsex
"Skirt" (Video Interludio)
1. "Need You Tonight" (cover de "INXS")
2. "Sexercize"
3. "Nu-Di-Ty Segue" (con elementos de Nu-Di-Ty y Can't Get You Out Of My Head)
4. "Can't Get You Out of My Head"
5. "Kids"

Act 5: Kiss Me Once
1. "Beautiful"
2. "Kiss Me Once"

Act 6: Showgirl2014
1. "Get Outta My Way"
2. "Love at First Sight"
3. "The Loco-motion"(presentada a partir del show del iTunes Festival)
4. "All the Lovers"

Act 7: Encore
1. "Into The Blue"

## Fechas
| Europa                   |             |                        |                                  |
| 24 de septiembre de 2014 | Liverpool   | Reino Unido            | Liverpool Echo Arena             |
| 26 de septiembre de 2014 | Mánchester  | Reino Unido            | Phones 4u Arena                  |
| 27 de septiembre de 2014 | Londres     | Reino Unido            | Roadhouse                        |
| 29 de septiembre de 2014 | Londres     | Reino Unido            | The O2 Arena                     |
| 30 de septiembre de 2014 | Londres     | Reino Unido            | The O2 Arena                     |
| 1 de octubre de 2014     | Londres     | Reino Unido            | The O2 Arena                     |
| 3 de octubre de 2014     | Cardiff     | Reino Unido            | Motorpoint Arena                 |
| 4 de octubre de 2014     | Nottingham  | Reino Unido            | Capital FM Arena                 |
| 5 de octubre de 2014     | Nottingham  | Reino Unido            | Capital FM Arena                 |
| 7 de octubre de 2014     | Birmingham  | Reino Unido            | National Indoor Arena            |
| 11 de octubre de 2014    | Montecarlo  | Mónaco                 | Sporting Monte-Carlo             |
| 13 de octubre de 2014    | Madrid      | España                 | Palacio de Deportes              |
| 14 de octubre de 2014    | Barcelona   | España                 | Palau Sant Jordi                 |
| 15 de octubre de 2014    | Montpellier | Francia                | Park&Suites Arena                |
| 18 de octubre de 2014    | Budapest    | Hungría                | Budapest Sports Arena            |
| 19 de octubre de 2014    | Bratislava  | Eslovaquia             | Slovnaft Arena                   |
| 21 de octubre de 2014    | Praga       | República Checa        | O2 Arena                         |
| 30 de octubre de 2014    | Łódź        | Polonia                | Łódź Arena                       |
| 31 de octubre de 2014    | Kaunas      | Lituania               | Žalgiris Arena                   |
| 2 de noviembre de 2014   | Riga        | Letonia                | Arena Riga                       |
| 5 de noviembre de 2014   | Lille       | Francia                | Zenith                           |
| 6 de noviembre de 2014   | Bruselas    | Bélgica                | Palais 12                        |
| 8 de noviembre de 2014   | Dublín      | Irlanda                | The O2                           |
| 9 de noviembre de 2014   | Belfast     | Irlanda                | Odyssey Arena                    |
| 11 de noviembre de 2014  | Newcastle   | Reino Unido            | Metro Radio Arena                |
| 12 de noviembre de 2014  | Glasgow     | Reino Unido            | The Hydro                        |
| 13 de noviembre de 2014  | Sheffield   | Reino Unido            | Motorpoint Arena                 |
| 15 de noviembre de 2014  | París       | Francia                | Palais Omnisports de Paris-Bercy |
| 17 de noviembre de 2014  | Zúrich      | Suiza                  | Hallenstadion                    |
| Oceanía                  |             |                        |                                  |
| 14 de marzo de 2015      | Perth       | Australia              | Perth Arena                      |
| 17 de marzo de 2015      | Adelaida    | Australia              | Adelaide Entertainment Centre    |
| 18 de marzo de 2015      | Melbourne   | Australia              | Rod Laver Arena                  |
| 20 de marzo de 2015      | Sídney      | Australia              | Qantas Credit Union Arena        |
| 21 de marzo de 2015      | Brisbane    | Australia              | Brisbane Entertainment Centre    |
| Asia                     |             |                        |                                  |
| 28 de marzo de 2015      | Dubái       | Emiratos Árabes Unidos | Meydan Racecourse                |

### Recaudaciones
| Recinto                       | Ciudad     | Entradas vendidas / disponibles | Recaudación |
| ----------------------------- | ---------- | ------------------------------- | ----------- |
| Phones 4u Arena               | Mánchester | 13,285 / 14,585 (91%)           | $1.124.680  |
| The O2 Arena                  | Londres    | 29.015 / 39.193 (74%)           | $2.745.410  |
| The O2                        | Dublín     | 8,549 / 9,000 (95%)             | $684.934    |
| Odyssey Arena                 | Belfast    | 6.440 / 7.000 (92%)             | $551.126    |
| Hallenstadion                 | Zúrich     | 5.178 / 7.300 (71%)             | $390.496    |
| Perth Arena                   | Perth      | 7.989 / 8.187 (98%)             | $820.342    |
| Adelaide Entertainment Centre | Adelaida   | 5.696 / 8.064 (71%)             | $516.989    |
| Rod Laver Arena               | Melbourne  | 10.369 / 11.224 (92%)           | $863.512    |
| Qantas Credit Union Arena     | Sídney     | 9.129 / 9.735 (94%)             | $1.035.330  |
| Brisbane Entertainment Centre | Brisbane   | 6.865 / 7.227 (95%)             | $754.893    |
| TOTAL                         | TOTAL      | 102.515 / 121.515 (84.4%)       | $9.487.723  |

## Conciertos cancelados
| Fecha                 | Ciudad   | País     | Local               | Razón                                                             |
| --------------------- | -------- | -------- | ------------------- | ----------------------------------------------------------------- |
| 22 de octubre de 2014 | Colonia  | Alemania | Lanxess Arena       | Las dificultades financieras con el productor alemán de la serie. |
| 24 de octubre de 2014 | Viena    | Austria  | Wiener Stadthalle   | Problemas logísticos.                                             |
| 25 de octubre de 2014 | Múnich   | Alemania | Olympiahalle        | Las dificultades financieras con el productor alemán de la serie. |
| 27 de octubre de 2014 | Berlín   | Alemania | Mercedes-Benz Arena | Las dificultades financieras con el productor alemán de la serie. |
| 28 de octubre de 2014 | Hamburgo | Alemania | O2 World Hamburg    | Las dificultades financieras con el productor alemán de la serie. |